# Роквуд (Тенеси)
Роквуд (енгл. Rockwood) град је у америчкој савезној држави Тенеси.

## Демографија
По попису из 2010. године број становника је 5.562, што је 212 (-3,7%) становника мање него 2000. године.
| Група             | 2000.         | 2010.         |
| Белци             | 5.335 (92,4%) | 4.977 (89,5%) |
| Афроамериканци    | 314 (5,4%)    | 257 (4,6%)    |
| Азијати           | 17 (0,3%)     | 16 (0,3%)     |
| Хиспаноамериканци | 47 (0,8%)     | 104 (1,9%)    |
| Укупно            | 5.774         | 5.562         |